# Ligne de tramway 360
La ligne 360 est une ancienne ligne de tramway vicinal de la Société nationale des chemins de fer vicinaux (SNCV) qui reliait Ypres à Furnes entre 1889 et 1952.

## Histoire
15 juillet 1889 : mise en service en traction vapeur ; exploitation par les Railways économiques de Liège-Seraing et extensions (RELSE),.
1905 : reprise de l'exploitation par le  Chemin de fer électrique d'Ostende-Blankenberghe et ses extensions (OB).
1910 : reprise de l'exploitation par l'Omtrek Diksmuide - Yper (ODI).
1919 : reprise de l'exploitation par la SNCV.
Elle est supprimée le 4 octobre 1952 et remplacée par une ligne d'autobus circulant probablement dès cette date sous l'indice 6[réf. nécessaire],.

## Infrastructure

### Dépôts et stations
Nom : (gare) : quand le dépôt ou la station est accolé ou proche d'une gare.
Type : D : dépôt , S : station , Sf : si la station sert de gare douanière à la frontière , Sp : si la station est établie dans un bâtiment privé le plus souvent un café ou plus rarement une habitation privée.
| Illustration | Nom           | Type | Commune | Localisation                | État                | Remarques |
| ------------ | ------------- | ---- | ------- | --------------------------- | ------------------- | --------- |
|              | Furnes (gare) | D    | Furnes  | 51° 04′ 22″ N, 2° 40′ 30″ E | Hors service.       |           |
|              | Ypres         | D    | Ypres   | 50° 51′ 15″ N, 2° 52′ 26″ E | En service De Lijn. |           |

## Exploitation

### Horaires
Tableaux :
- 549 en 1950[4].